# Sergei Karaulov
Sergei Nikolaevič Karaulov (nacido en Guliston, República Socialista Soviética de Uzbekistán el 15 de abril de 1982) es un jugador de baloncesto con doble nacionalidad uzbeka y rusa, que pertenece a la plantilla del TEMP-SUMZ Revda de la Superliga de Rusia. Con 2,15 metros de estatura, juega en la posición de pívot.

## Trayectoria deportiva

### Primeros años
Comenzó jugando en el BCT Otrar Alma Ata, para posteriormente fichar por el Skha Jakutia Yakutsk, donde jugó dos temporadas en las que promedió 13,4 puntos, 8,2 rebotes y 1,9 tapones por partido.

### Profesional
Fue elegido en la quincuagésimo séptima posición del 2004 por San Antonio Spurs, pero desarrolló toda su carrera en equipos de Kazajistán y de Rusia.
En sus últimas temporadas, en 2013 jugó con el Ruskon-Mordovia Saransk, donde promedió 10,3 puntos y 8,0 rebotes por partido, al año siguiente en el BC Ural Yekaterinburg de la Superliga, donde promedió 9,6 puntos y 7,9 rebotes, y en 2015 fichó por el TEMP-SUMZ Revda, equipo al que pertenece en la actualidad.